# James L. Dolan
James L. Dolan, född 11 maj 1955, är en amerikansk företagsledare som är styrelseordförande för förvaltningsbolagen Madison Square Garden Sports och Madison Square Garden Entertainment. Han är också VD för den sistnämnde.
Dolan avlade en kandidatexamen vid State University of New York at New Paltz. Han har tidigare varit ledamot, VD och president för Cablevision Systems, som hans far Charles Dolan grundade 1973. 2016 sålde de företaget till franska Altice för 17,7 miljarder amerikanska dollar.
Hans personliga förmögenhet är inte känd men hans far har en förmögenhet på 5,4 miljarder dollar för den 29 december 2024 enligt den amerikanska ekonomitidskriften Forbes.
Dolan är också brorson till Larry Dolan och kusin till Matt Dolan och Paul Dolan, samtliga är involverade i basebollorganisationen Cleveland Guardians i Major League Baseball (MLB).